# 吳棫
吳棫（约1100年—1154年），字才老，兩宋官員，音韻學家，舒州（今安徽省潜山市）人。

## 生平
宣和六年進士。官太常丞，因忤秦檜，出為泉州通判。著有《韻補》五卷，主古韻通轉之說，為後來研究古韻者所根據。又撰《書稗傳》十三卷，懷疑《古文尚書》，閻若璩《尚書古文疏證》卷八稱：「疑古文自吳才老始。」
又著有《论语续解》十卷、《说例》一卷等。后来朱熹所注的《诗》《楚辞》等书的见解，有许多来自吴棫之说。朱熹在《四书章句集注》征引中所称“吴氏”的人就是吴棫。

## 貢獻
他認為古韻可以分為九部：
- 一東（冬鍾通，江或轉入）
- 二支（脂之微齊灰通，佳皆咍轉聲通）
- 三魚（虞模通）
- 四真（諄臻殷痕耕庚清青蒸登侵通，文元魂轉聲通）
- 五先（僊鹽沾嚴凡通，寒桓刪山覃談咸銜聲通）
- 六蕭（宵肴豪通）
- 七歌（戈通，麻轉聲通）
- 八陽（江唐通，庚耕清或轉入）
- 九尤（侯幽通）

細察其部，上部九部的界限就完全被他自己打破，而且就字論字，也不合於先秦古音，他甚至援用歐陽修、蘇軾、蘇轍的詩為證據，為後人所不滿。但是，他研究古音起一個開路先峰的作用。朱熹等人之學說受到他影響。